# اسکاتسمن
اسکاتسمن (انگلیسی: The Scotsman) شرکت انتشارات اسکاتلندی است، که در سال ۱۸۱۷ تأسیس شد.